# Tilletia robeana
Tilletia robeana är en svampart som beskrevs av Vánky 2002. Tilletia robeana ingår i släktet Tilletia och familjen Tilletiaceae.   Inga underarter finns listade i Catalogue of Life.